# Pierre Jean Baptiste Van Reeth
Pour les articles homonymes, voir Van Reeth.
Pierre Jean Baptiste Van Reeth, né à Merksem, Anvers, le 4 janvier 1822 et mort à Anvers le 7 août 1866, est un graveur et un illustrateur belge.
Ses œuvres sont notamment exposées au Rijksmuseum Amsterdam.

## Biographie

### Famille
Pierre Jean Baptiste Van Reeth, habituellement prénommé Pierre, né à Merksem, Anvers, le 4 janvier 1822, est le fils de Corneille Van Reeth (1795-1830), natif de Wilmarsdonk, et de Marie Elisabeth Sophie Cockx (1789-1856), native de Brasschaat, tous deux cultivateurs, mariés à Merksem le 22 juillet 1818 et parents de cinq autres enfants.

### Formation
Jusqu'en mai 1851, Pierre Van Reeth est étudiant en gravure à l'Académie royale des beaux-arts d'Anvers, où il bénéficie de l'enseignement d'Erin Corr et reçoit, en 1846, deux médailles d'encouragement pour la gravure.
Il se présente pour participer au Prix de Rome belge ouvert à la gravure en 1848 et permettant au lauréat de recevoir une pension durant quatre ans, afin de se perfectionner à l'étranger. Sont en lice les élèves anversois d'Erin Corr : Joseph Bal et Pierre Van Reeth, opposés aux élèves de l'École royale de gravure de Bruxelles de Luigi Calamatta : Jean-Baptiste Meunier, Joseph Demannez et Joseph Franck qui doivent réaliser un dessin de Faune d'après l'antique, puis le reproduire au burin. Le 30 octobre 1848, le prix de Rome est décerné à Joseph Bal.

### Carrière

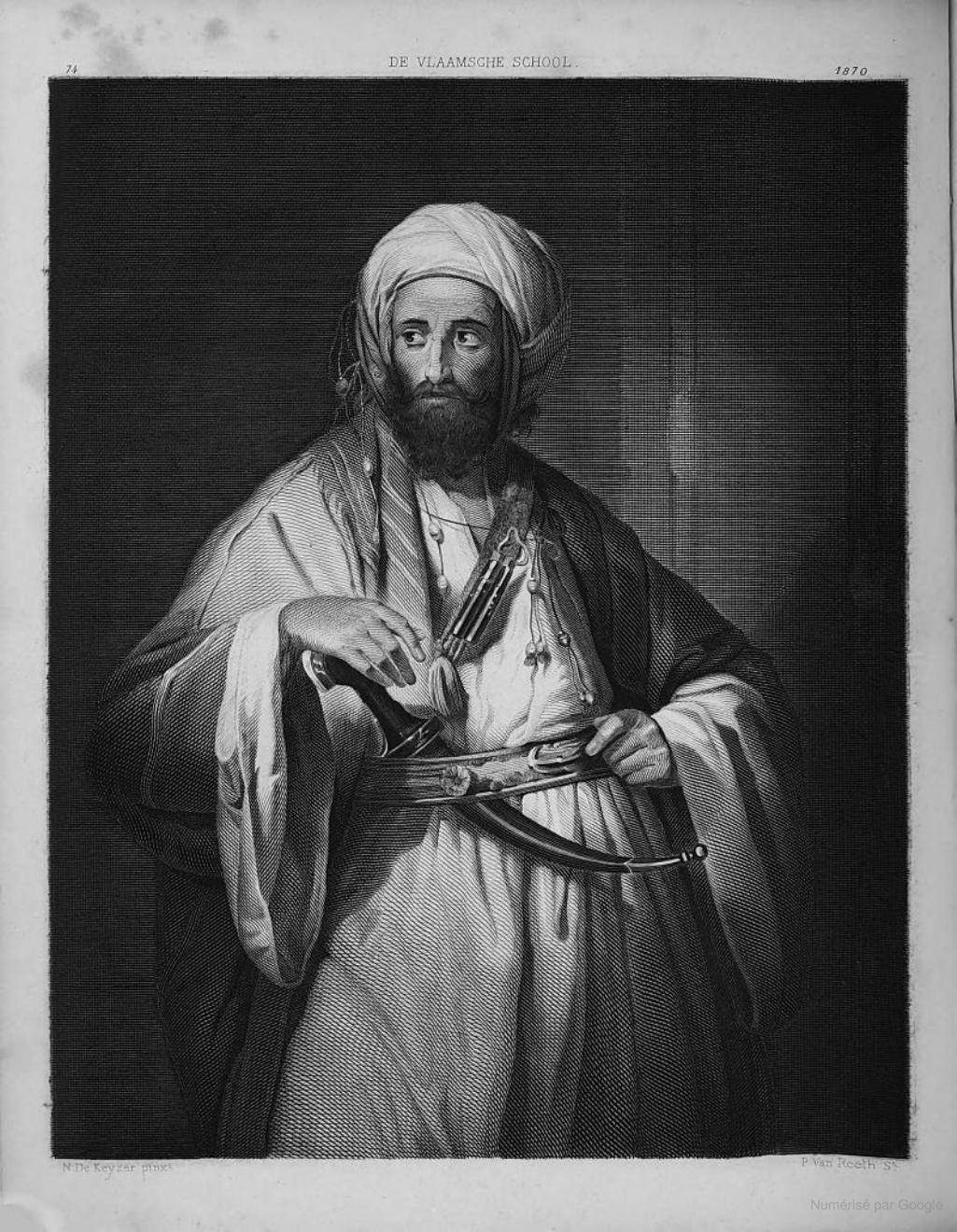
Un Arabe, gravure de Pierre van Reeth de 1845, d'après un tableau de Nicaise De Keyser.

Pierre Van Reeth commence sa carrière au Salon de Bruxelles de 1845 en exposant deux gravures intitulées Un arabe, d'après un tableau de Nicaise De Keyser et Une jeune fille, d'après un tableau de Jean-Baptiste Greuze.  
Sa vie personnelle est jalonnée par une série d'épreuves. En 1840, on lui attribue un mauvais numéro à la loterie de la milice. Il est donc appelé au service militaire, en 1843, et rejoint un régiment de chasseurs. La vie de soldat n'étant guère en accord avec ses inclinations pour l'art, il se sent très malheureux. En poste comme sentinelle sur les fortifications d'Anvers, il ne peut s'empêcher d'exprimer son amertume à ses amis. Atteint par la fièvre rouge, il est soigné à l'hôpital d'Anvers et peu de temps après, il est libéré de ses obligations militaires.
Plus tard, en raison d'une blessure au doigt qui s'était infectée et avait fini par atteindre la main entière, il doit faire soigner son inflammation par le docteur Borrewaeter, à Merksem, puis par le chirurgien Alexandre Baguet à Anvers. En dépit des soins reçus, la maladie s'étend et l'oblige à consulter des professeurs de l'Université de Louvain, où tous les muscles du bras enflammé sont traités, mais aucune guérison n'advient. Il se rend ensuite chez des médecins à Paris qui réussissent à le guérir, après dix-huit mois de souffrance.
D'autres prétendent qu'un soir, à son retour en Belgique, il est attaqué dans la ville de Merksem et violemment battu. Il est difficile de déterminer si tel est le cas. Il est certain cependant que la peur d’être poursuivi le hantait, tout comme le sentiment de persécution. Peu à peu, la mélancolie de l'artiste s'accroît, jusqu'à la folie complète. L'artiste passe de nombreuses années dans cet état délétère.
Au Salon d'Anvers de 1855, il expose Le Malade, un dessin d'après Ferdinand de Braekeleer, qui est sa dernière œuvre. Ses facultés cognitives déclinantes mettent prématurément fin à sa carrière.
En 1855, il est contraint à être hospitalisé dans l'institution des frères Alexiens à Anvers, où il demeure jusqu'en 1863. Pierre Van Reeth  meurt, à l'âge de 44 ans à l'asile d'aliénés d'Anvers, le 7 août 1866,.

## Œuvre

### Caractéristiques
Selon Henri Hymans, il est l'un des meilleurs élèves d'Érin Corr. Vouant ses préférences aux maîtres nationaux, il traduit leurs œuvres d'un burin coloré. Rarement il exécute des gravures d'après ses propres dessins.

### Galerie de gravures

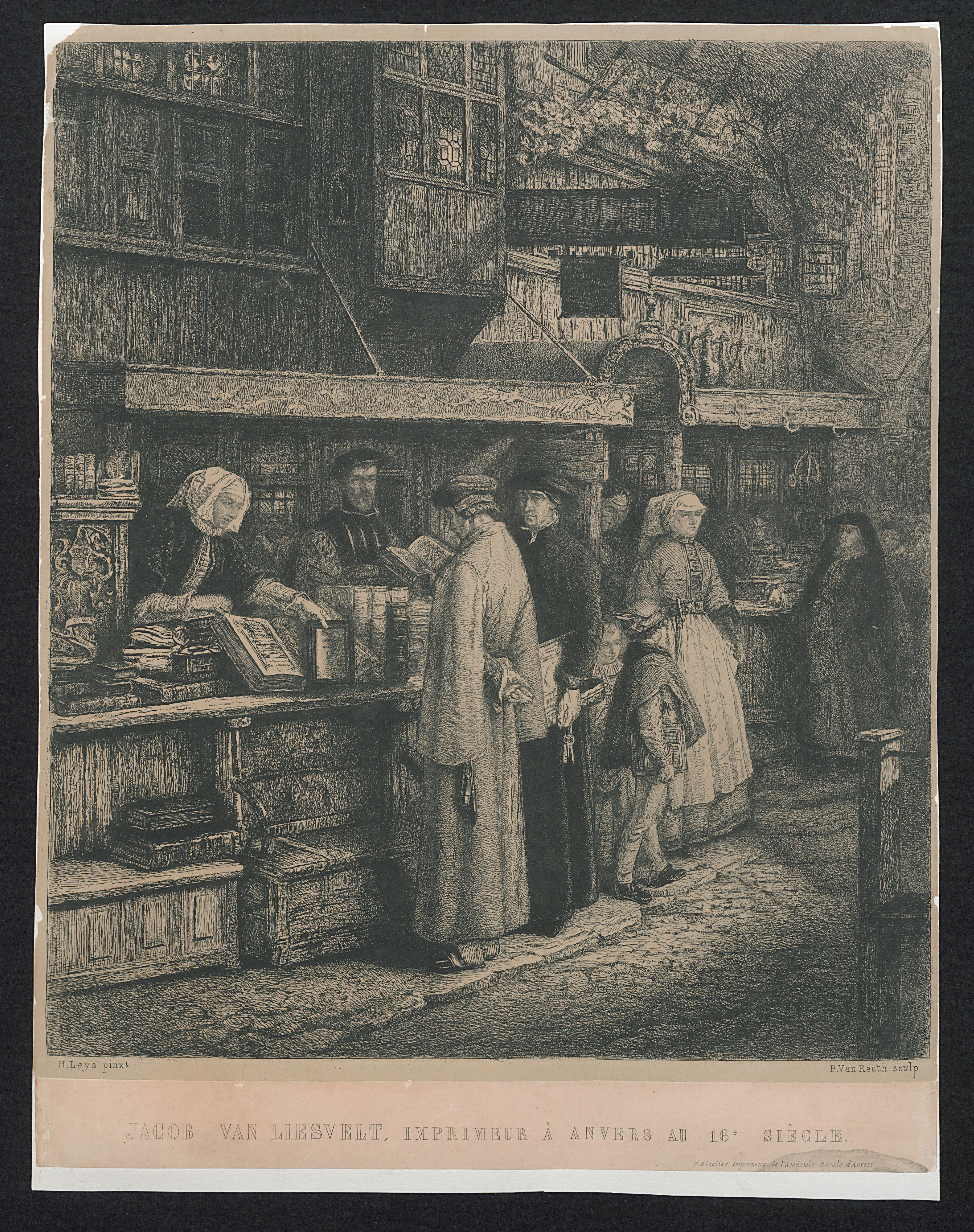
La Librairie de l'imprimeur Jacob Van Liesvelt au XVIe siècle.
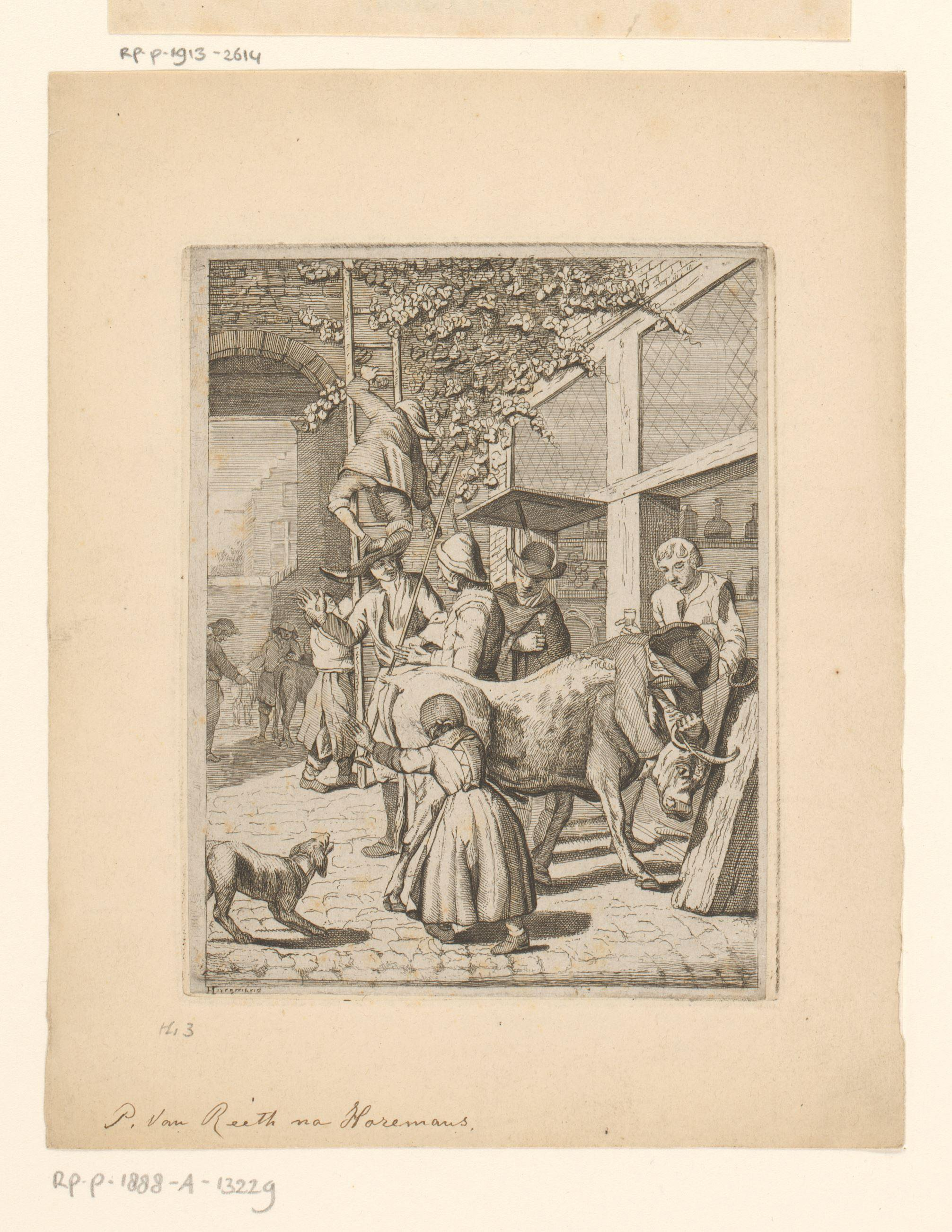
Le Buveur et le taureau.
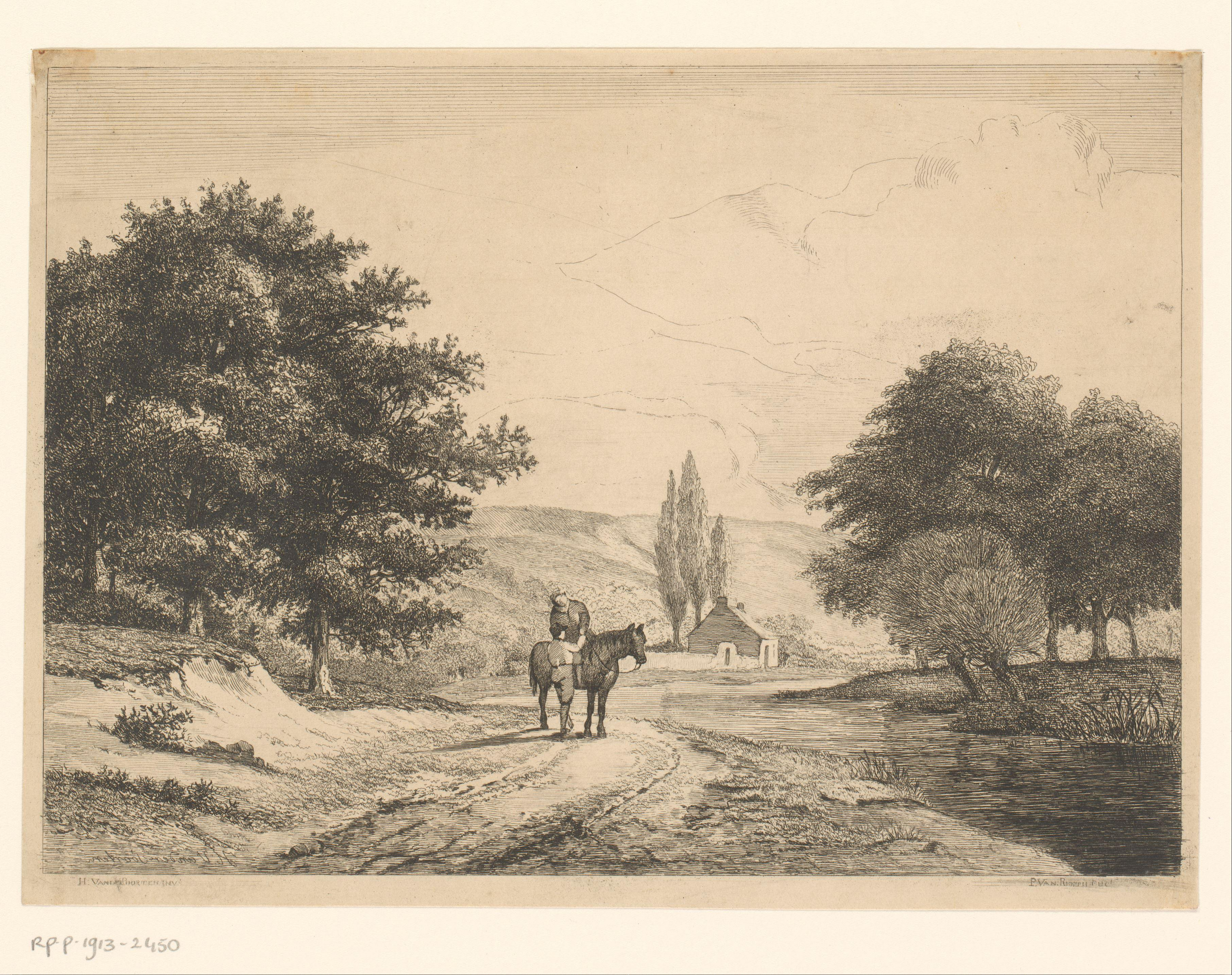
Les Deux compagnons.
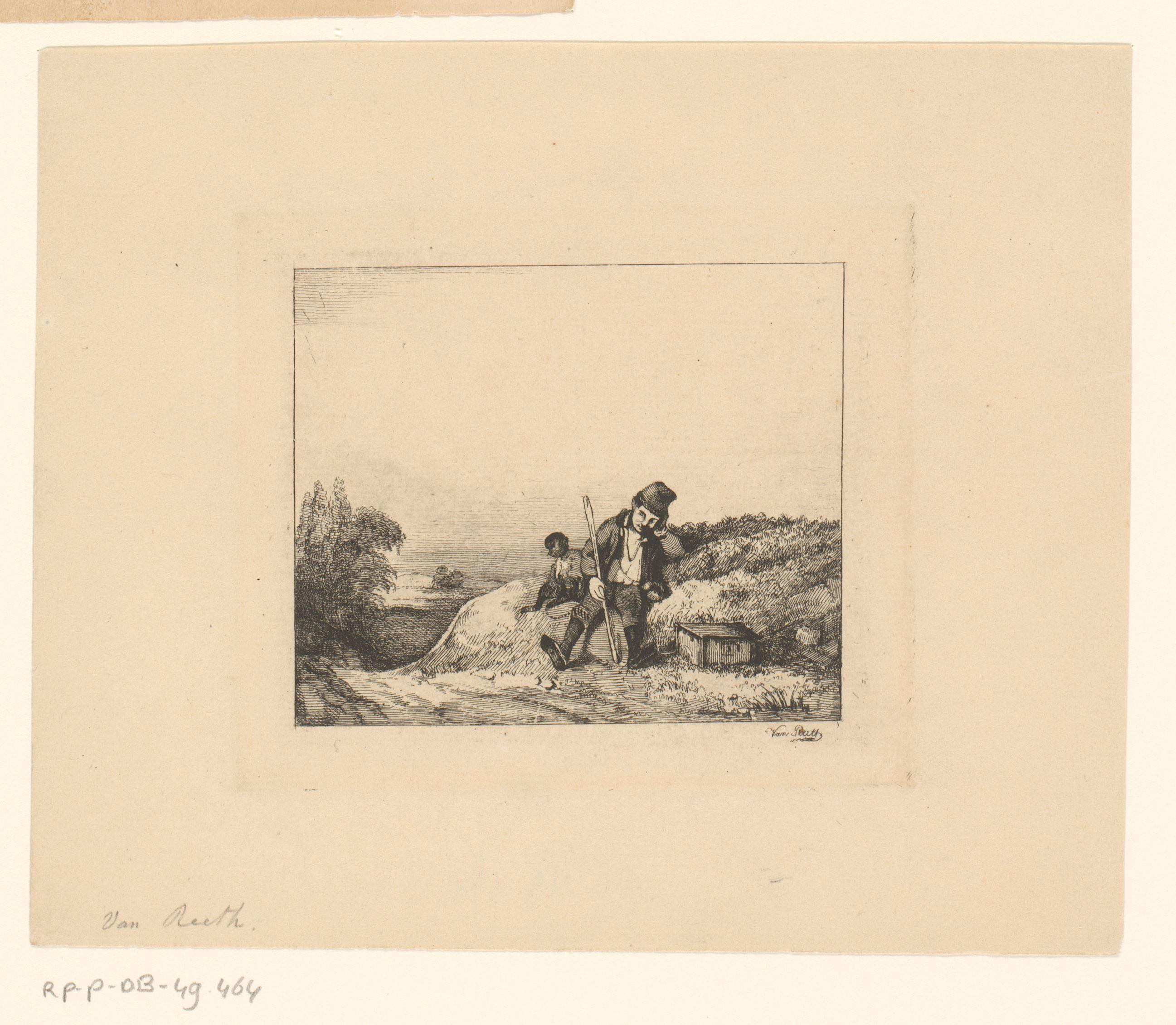
Un petit Savoyard avec un singe dans un paysage.
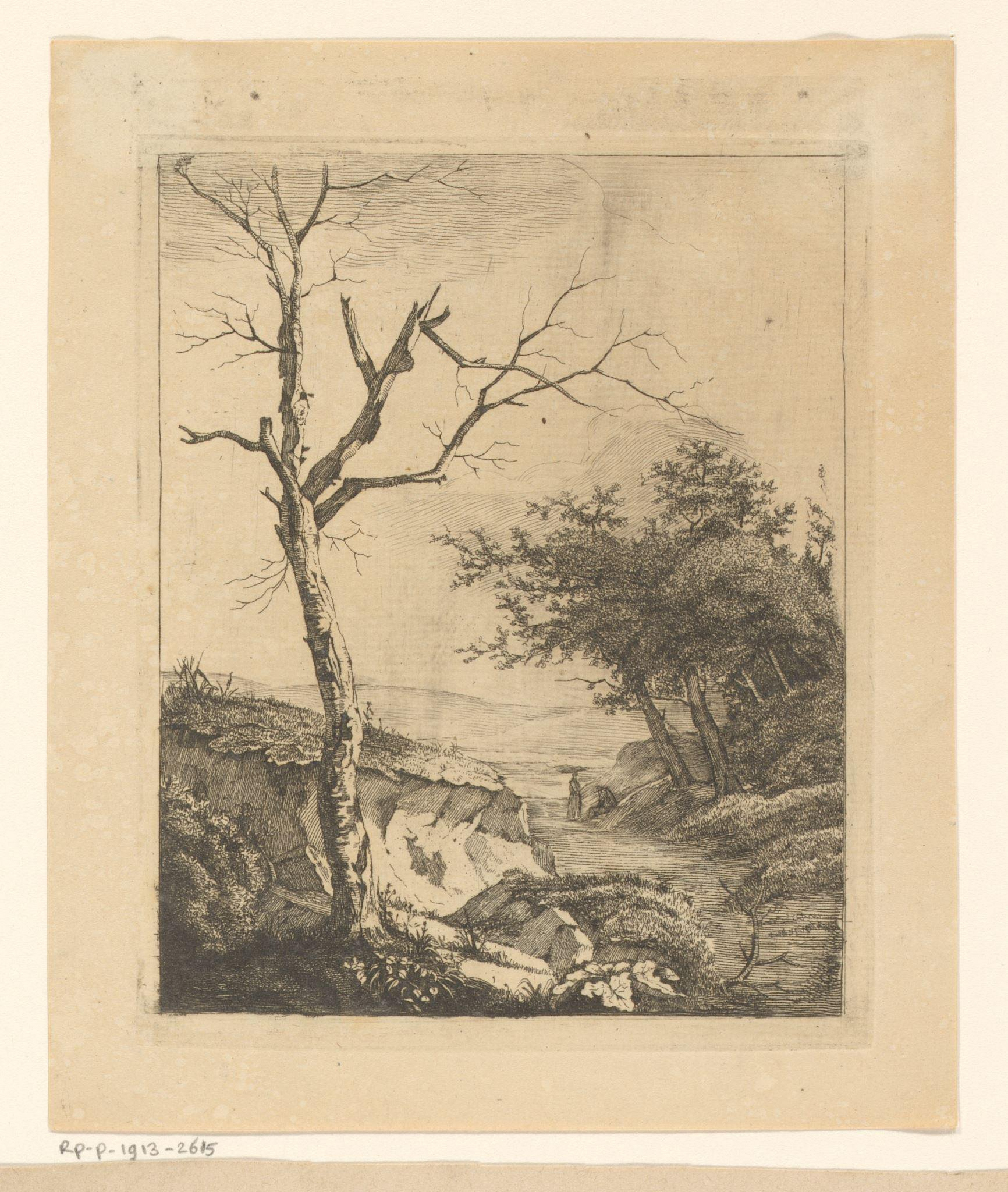
L'Arbre mort.

### Œuvres exposées aux salons triennaux belges
- Un Arabe, gravure d'après Nicaise De Keyser (Salon de Bruxelles de 1845)[4] ;
- Jeune fille, gravure d'après Jean-Baptiste Greuze (Salon de Bruxelles de 1845)[4] ;
- La Jeunesse de Gérard Dou, gravure d'après Henri Leys (Salon d'Anvers de 1852)[7] ;
- La Librairie de l'imprimeur Jacob Van Liesvelt au XVI siècle, gravure d'après Henri Leys (Salon de Bruxelles de 1854)[8] ;
- Le Malade, dessin d'après Ferdinand de Braekeleer (Salon d'Anvers de 1855)[9].

### Autres œuvres
Selon Theodore Hippert, la liste s'établit comme suit :
- La Conversation sous l'arbre, gravure d'après Henri Van der Poorten ;
- L'Arbre mort, gravure ;
- Le Buveur et le taureau, gravure d'après Jan Josef Horemans ;
- Portrait de l'écrivain Auguste Snieders, gravure ;
- Les Deux compagnons, gravure d'après Henri Van der Poorten ;
- Un petit Savoyard avec un singe dans un paysage, d'après son propre dessin ;
- Portrait d'Auguste Snieders, d'après son propre dessin.

### Illustrations
Pierre Van Reeth illustre deux ouvrages :
- Histoire d'Anvers de Frans Hendrik Mertens et Karel Lodewijk Torfs, en cinq tomes, de 1846 à 1849 : dix planches, représentant Les Vêtements des chanoines, Les Vêtements des seigneurs de Saint-Michel, Les Vêtements des membres des guildes, L'Image de Saint-Georges, Bourgeois du XVe siècle, Les Écus des trois chambres de rhétorique, Gilbert van Schoonbeke, Antoon van Stralen, La Statue du duc d'Albe et Philippe de Marnix de Sainte-Aldegonde ;
- Het Kind der Voorzienigheid d'Abel Maurice : quatre planches, d'après les dessins de Johan Bernhard Wittkamp (1850).

### Collection muséale
- Rijksmuseum Amsterdam : une dizaine de gravures sont conservées[10].